# توپولف تو-۹۱
توپولف-۹۱ (به انگلیسی: Tupolev Tu-91) یک هواگرد ساختِ کارخانهٔ توپولف در کشور اتحاد جماهیر سوسیالیستی شوروی است. این هواگرد برای نخستین بار در ۱۷ مه ۱۹۵۵ میلادی مورد استفاده قرار گرفت.